# آنوهنی
آنوهنی (به انگلیسی: Anohni) (زاده ۲۴ اکتبر ۱۹۷۱)خواننده، تنظیم کننده انگلیسی است.
او یک زن ترنس است.